# Marketing Verein Deutscher Apotheker
Der  Marketing Verein Deutscher Apotheker e. V. (MVDA) ist eine deutsche großhandelsunabhängige Kooperation von Apothekern.
Der Verein wurde 1990 gegründet und hat etwa 3400 Mitglieder, darunter die Apotheken der Linda Apothekenkooperation. Hauptziele des MVDA sind die Stärkung der inhabergeführten Apotheke durch einen gemeinsamen Einkauf, verbesserte Logistik, Beratung sowie gemeinsame Marketingaktionen.
Der MVDA gilt als die älteste und marktführende Apothekenkooperation Deutschlands. Seine Mitglieder erwirtschaften ca. 14 Prozent des Marktumsatzes. Präsidentin des MVDA ist die Apothekerin Gabriela Hame-Fischer. Der Verein plädiert auch dafür, dass die stationäre Apotheke bei der Arzneimittelversorgung Vorrang vor dem Versandhandel haben soll, weil sie eine Vielzahl von Gemeinwohlpflichten übernimmt. 2021 ist er dem Bundesverband Deutscher Apothekenkooperationen beigetreten.